# Valasjön, Södermanland
Valasjön är en sjö i Gnesta kommun i Södermanland och ingår i Trosaåns huvudavrinningsområde. Sjön har en area på 0,432 kvadratkilometer och ligger 13,2 meter över havet.

## Delavrinningsområde
Valasjön ingår i det delavrinningsområde (654781-158500) som SMHI kallar för Utloppet av Frösjön. Medelhöjden är 29 meter över havet och ytan är 33,91 kvadratkilometer. Räknas de 43 avrinningsområdena uppströms in blir den ackumulerade arean 350,92 kvadratkilometer. Avrinningsområdets utflöde Trosaån (Sättraån) mynnar i havet. Avrinningsområdet består mestadels av skog (38 procent), öppen mark (12 procent) och jordbruk (30 procent). Avrinningsområdet har 4,21 kvadratkilometer vattenytor vilket ger det en sjöprocent på 12,4 procent. Bebyggelsen i området täcker en yta av 2,01 kvadratkilometer eller 6 procent av avrinningsområdet.